# Лионел Жоспен
Лионел Жоспен (на френски: Lionel Jospin) е френски политик, министър-председател на Франция по време на президентството на Жак Ширак за периода от 1997 до 2002.

## Отличия и награди
- Носител на Големия кръст на Ордена на почетния легион (2015)
- Велик офицер на Ордена на Почетния легион (2008)
- Носител на Големия кръст на ордена „Звезда на Румъния“
- Офицер на Националния орден на Квебек (1998)
- Носител на Големия кръст на Националния орден за заслуги (1997)
- Командор на Ордена „Академични палми“ (1988)